# Зудовский сельсовет
Зудовский сельсовет — сельское поселение в Болотнинском районе Новосибирской области Российской Федерации.
Административный центр — село Зудово.

## История
До своего упразднения в 1977 года в состав Зудовского сельсовета также входила деревня Белое Озеро.
Статус и границы сельского поселения установлены Законом Новосибирской области от 2 июня 2004 года № 200-ОЗ «О статусе и границах муниципальных образований Новосибирской области»

## Население
| 2002 | 2010 | 2012 | 2013 | 2014 | 2015 | 2016 |
| ---- | ---- | ---- | ---- | ---- | ---- | ---- |
| 978  | ↘778 | ↘747 | ↗753 | ↘741 | ↘719 | ↘706 |
| 2017 | 2018 | 2019 | 2020 | 2021 |      |      |
| ↘693 | →693 | ↘656 | ↘634 | ↘619 |      |      |

## Состав сельского поселения
| № | Населённый пункт | Тип населённого пункта       | Население |
| - | ---------------- | ---------------------------- | --------- |
| 1 | Зудово           | село, административный центр | ↘314      |
| 2 | Киряково         | деревня                      | ↘321      |
| 3 | Козловка         | деревня                      | ↘143      |